# Pambak Kajaranin Kic
Pambak Kajaranin Kic – wieś w Armenii, w prowincji Lorri. W 2011 roku liczyła 53 mieszkańców.